# 佐倉郵便局 (千葉県)
佐倉郵便局（さくらゆうびんきょく）は千葉県佐倉市海隣寺町にある郵便局である。民営化前の分類では集配普通郵便局であった。

## 概要
住所：〒285-8799 千葉県佐倉市海隣寺町2-5

### 併設施設
- ゆうちょ銀行佐倉店（さいたま支店佐倉出張所）：取扱店番号050030

## 沿革
- 1872年8月4日（明治5年7月1日） - 佐倉郵便取扱所として開設[1]。
- 1874年（明治7年）7月 - 佐倉郵便役所となる[1]。
- 1875年（明治8年）1月1日 - 佐倉郵便局（四等）となる。同年11月22日より為替取扱を開始[1]。
- 1876年（明治9年）2月1日 - 貯金取扱を開始[1]。
- 1890年（明治23年）7月1日 - 佐倉郵便電信局となる[1]。
- 1892年（明治25年）10月1日 - 佐倉郵便局となる[1]。
- 1956年（昭和31年）
  - 5月 - 局舎新築落成。
  - 11月1日 - 電話通話および和文電報受付事務取扱を開始[2]。
- 1978年（昭和53年）8月14日 - 佐倉市内新町から同市海隣寺町へ移転。旧庁舎は1983年より佐倉市立図書館として活用。
- 1982年（昭和57年）10月18日 - 馬渡郵便局から集配業務を移管。
- 1987年（昭和62年）4月1日 - 佐倉市と佐倉郵便局をはじめとする市内16局の協力により全国で初めて郵便局で戸籍謄本や抄本、住民票の受付を行うサービスを開始する。専用封筒と申込用紙を記入して手数料の郵便小為替を同封の上窓口に出すと自宅に送付された[3]。
- 1998年（平成10年）9月1日 - 外国通貨の両替および旅行小切手の売買に関する業務取扱を開始
- 2007年（平成19年）10月1日 - 民営化に伴い、併設された郵便事業佐倉支店、ゆうちょ銀行佐倉店に一部業務を移管。
- 2012年（平成24年）10月1日 - 日本郵便株式会社発足に伴い、郵便事業佐倉支店を佐倉郵便局に統合。

## 取扱内容

### 佐倉郵便局
- 郵便、印紙、ゆうパック、内容証明
- 生命保険、バイク自賠責保険、自動車保険
- 佐倉市内全域および印旛郡酒々井町内全域（〒285-xxxx）の集配業務
- ゆうゆう窓口

### ゆうちょ銀行佐倉店
- 貯金、貸付、為替、振替、振込、国際送金、外貨両替、トラベラーズチェック、国債、投資信託、変額年金保険
- ATM

## 周辺
- 佐倉市役所
- 佐倉城址公園
- 国立歴史民俗博物館
- 国道296号

## アクセス
- 京成本線 京成佐倉駅（南口）から徒歩約6分
- ちばグリーンバス 市役所下停留所下車
- 東関東自動車道 佐倉ICから北へ約5km
- 駐車場あり：13台